# Lindsjötjärnen
Lindsjötjärnen är en sjö i Sundsvalls kommun i Medelpad och ingår i Ljungans huvudavrinningsområde. Sjön är 9,5 meter djup, har en yta på 0,05 kvadratkilometer och befinner sig 89 meter över havet.